# Antoni Mitjans
Antoni Mitjans (s.XVIII-XIX) va exercir el magisteri a la capella de música de Santa Maria de Mataró entre els anys 1810 i 1815, tot i que autors com Campderà i Thos l'ubicaren com a organista de la parroquial. El gener de 1815 va ser admès al magisteri de l'orgue de la catedral de Tarragona, càrrec que exercí fins al 1825.

## Obra
Es conserven obres seves als fons musicals SEO (Fons de l'església parroquial de Sant Esteve d'Olot) i MatC (Fons de la Capella de Música de Santa Maria de Mataró).
- Versos para la Salve. Datats al primer terç del segle xix.
- Himne per a 4 veus i Instruments. Datat al darrer terç del segle xviii.